# Габович, Рафаил Давидович
Рафаил Давидович Габович (16 декабря 1909, Киев, Российская империя — 14 марта 2002, Израиль) — советский учёный, врач-гигиенист. Педагог. Доктор медицинских наук (1952), профессор (1953).

## Биография
Родился 3 декабря (по старому стилю) 1909 года в Киеве, в семье фастовского мещанина Дувида Мошковича Габовича (1882—?) и Удли Иосифовны Габович (в девичестве Гольдберг, 1888—?), белоцерковской мещанки, заключивших брак там же 24 февраля 1909 года. Старший брат Марка Габовича (1914—1994), учёного-физика.
С 14 лет работал учеником слесаря, шлифовальщика, учился на рабфаке. Одновременно с учёбой был санитаром больницы скорой помощи.
В 1931 году окончил Киевский медицинский институт. В довоенные годы работал врачом в Виннице, занимался проблемами военной гигиены.
В 1939—1941 — в Центральном институте усовершенствования врачей в Москве. Служил в РККА. В июне 1941 в составе комиссии Генштаба РККА был направлен с инспекционной поездкой в Западный военный округ. Война застала его в Минске.
Участник Великой Отечественной войны. Служил врачом в действующей армии, часто спасал военнослужащих от цинги, заставляя их пить отвар сосновой хвои. Имел боевые награды.
Попал в плен, в условиях лагерного подполья проводил антифашистскую работу, обеспечивал передачу информации партизанам. По официальным данным киевского военкомата подпольная деятельность Р. Габовича спасла от гибели сотни военнопленных.
Бежал из плена через три с лишним года. Перешёл линию фронта и добрался до частей Красной армии. Последовавшие многочисленные проверки со стороны органов госбезопасности окончились для него благополучно. На базе компромата (нахождение в плену) 22 мая 1951 года был завербован в качестве агента 2 отдела УКГБ УССР под псевдонимом «Минский».
В 1946—1953 — доцент Киевского медицинского института, в 1954—1960 — заведующий кафедрой гигиены Винницкого медицинского института, в 1960—1968 — заведующий кафедрой коммунальной гигиены и общей гигиены (1968—1979), одновременно — декан санитарно-гигиенического факультета (1962—1965) Киевского медицинского института; научный консультант Киевского НИИ гигиены питания (1979—1991).
С 1990 проживал в Израиле.

## Научная деятельность
Изучал проблемы очистки и обеззараживания воды; гигиенического значения микроэлементов, ультрафиолетовой радиации; вопросы гигиены водоснабжения, сельскохозяйственного производства и др. Исследовал микроэлементы, в частности, фтор.
Автор методов очистки сточных вод. Автор ряда учебников по гигиене, а также многих научных трудов в области коммунальной и военной гигиены.

## Избранные труды
- Санитарное обеспечение полевого водоснабжения войск. Москва, 1939;
- Очистка вод в полевых условиях. Москва, 1939;
- Фтор и его гигиеническое значение. Москва, 1957;
- Учебник гигиены для вузов. Москва, 1964;
- Руководство к практическим занятиям по коммунальной гигиене. К., 1966; 1977; 1990;
- Гигиенические основы охраны продуктов питания от вредных химических веществ. К., 1987;
- Гигиена: Учебник. Москва, 1990;
- Основи загальної і тропічної гігієни. К., 1995;
- Профілактична медицина. Загальна гігієна з основами екології: Навчальний посібник. К., 1999.
- Командировка в лабиринты смерти. Львов, 2002 (мемуары)

## Память
- На доме в Киеве по пр. Победы, 34, в котором с 1967 по 1979 год жил Р. Д. Габович в 2007 г. установлена мемориальная таблица «Здесь творил выдающийся гигиенист, герой-антифашист, профессор Рафаил Давидович Габович».